# Koszmosz–96
A Koszmosz–96 (oroszul: Космос 96) Koszmosz műhold, a szovjet műszeres műhold-sorozat tagja. A Venyera-program keretében indított űreszköz.

## Küldetés
A Venyera–3 párjaként indították. Feladata lett volna a Vénusz tanulmányozása orbitális pályán, majd leereszkedés közben (szabadeséssel). A műholdakat csak típusjelzéssel látták el (sikertelen indításnál a következő indítás kapta a jelölést).
A Föld körüli pályán az újraindított hajtóműben ismeretlen eredetű robbanás történt, ami megsemmisítette az űreszközt.

## Jellemzői
Az NPO Lavocskin tervezőirodában kifejlesztett, ellenőrzése alatt gyártott műhold.
1965. november 23-án a Bajkonuri űrrepülőtér indítóállomásról egy Molnyija-M (8K78) típusú hordozórakétával juttatták Föld körüli, közeli körpályára. Az orbitális egység pályája 89,2 perces, 51,88 fokos hajlásszögű, az elliptikus pálya perigeuma 209 kilométer, apogeuma 262 kilométer. Hasznos tömege 6510 kilogramm.
A sorozat felépítését, szerkezetét, alapvető fedélzeti rendszereit tekintve egységesített, szabványosított tudományos-kutató űreszköz. Áramforrása kémiai akkumulátorok és napelemek kombinációja. Az utolsó fokozat hajtóművének újraindításával kellett volna elérni a második szökési sebességet.
1965. december 9-én maradványai beléptek a légkörbe és megsemmisültek.